# 제니 팔름크비스트
제니 팔름크비스트(스웨덴어: Jenny Palmqvist, 1969년 11월 2일~)는 스웨덴의 축구 심판이다.